# Saint-Léger-lès-Domart
Saint-Léger-lès-Domart là một xã ở tỉnh Somme, vùng Hauts-de-France, Pháp.

## Địa lý
Thị trấn này có cự ly khoảng 10 dặm Anh về phía tây bắc của Amiens, trên đường D12.

## Dân số
| 1962                                                                             | 1968 | 1975 | 1982 | 1990 | 1999 |
| -------------------------------------------------------------------------------- | ---- | ---- | ---- | ---- | ---- |
| 1762                                                                             | 2126 | 2105 | 1940 | 1716 | 1758 |
| Census count starting from 1962 Source=INSEE: Population without double counting |      |      |      |      |      |